# 山崎咲十郎
山崎 咲十郎（やまざき さくじゅうろう、1975年（昭和50年） - ）は、歌舞伎役者。立役。もと十七代目市村羽左衛門門下。本名は日下部 太郎（くさかべ たろう）。
東京都大田区出身。

## 芸風
立役。身が軽くトンボが鮮やかで、菊五郎劇団の立廻りで活躍。江戸の世話物の町人やお店の手代、忠義な中間などがよく似合う。「俳優祭」では連鎖劇『奈落〜歌舞伎座の怪人〜』の脚本・監督・編集・音楽を担当したほか、『灰被姫― シンデレラ』の脚本を中村京蔵と共同執筆した。伝統歌舞伎保存会会員。

## 来歴
- 1992年（平成3年）1月 - 十七代目市村羽左衛門に入門。
- 1993年（平成4年）1月 - 歌舞伎座『石切梶原』の大庭の供侍ほかで坂東橘咲を名のり初舞台。
- 2003年（平成13年）5月 - 十七代目市村羽左衛門の三男坂東正之助が四代目河原崎権十郎を襲名し、その門下となる。
- 2004年（平成16年）
  - 1月 - 山崎咲十郎と改名
  - 4月27日 - 第33回俳優祭にて上演された連鎖劇『奈落〜歌舞伎座の怪人〜』で脚本・監督・編集・音楽を担当。
- 2007年（平成19年）5月 - 名題適任証取得
- 2009年（平成21年）4月27日 - 第35回俳優祭にて上演された『灰被姫― シンデレラ』の脚本を中村京蔵と共同執筆。
- 2012年（平成24年） - 重要無形文化財保持者（総合認定）に認定され、伝統歌舞伎保存会会員となる。
- 2019年（令和元年）8月 - 歌舞伎座『新版 雪之丞変化』で脚本・演出補を担当[1]。

## 受賞歴
- 1998年 - 関西・歌舞伎を愛する会奨励賞
- 2008年 - 第十四回日本俳優協会賞奨励賞

国立劇場特別賞
- 1993年12月 - 『野晒悟助』の立廻り
- 2015年1月『南総里見八犬伝』の立廻り
- 2016年1月『小春穏沖津白浪』の立師および立廻り
- 2017年1月『しらぬい譚』の立廻り
- 2018年7月『日本振袖始』の立廻り
- 2019年1月『姫路城音菊礎石』の立師
- 2020年1月 - 『菊一座令和仇討』の立師

国立劇場奨励賞
- 2011年1月 - 『四天王御江戸鏑』の立廻り
- 2018年3月 - 『髪結新三』の肴売新吉